# إتش بي. ثوم
إتش بي. ثوم (بالإنجليزية: H. B. Thom)‏ هو أستاذ جامعي ومؤرخ وكاتب جنوب أفريقي، ولد في 13 ديسمبر 1905 في Jamestown, Eastern Cape ‏ في جنوب أفريقيا، وتوفي في 4 نوفمبر 1983.